# USS Marion County (LST-975)
El USS Marion County (LST-975), inicialmente USS LST-975, fue un buque de desembarco de tanques de la clase LST-542 de la US Navy que sirvió de 1945 a 1957. Fue transferido y sirvió en Vietnam del Sur como RVNS Cam Ranh (HQ-500) de 1962 a 1975; pasó a Filipinas como BRP Zamboanga del Sur (LT-86).

## Historia de servicio
Fue construido por el Bethlehem-Hingham Shipyard (Hingham, Massachusetts) siendo botado en enero de 1945. El LST-975 sirvió en Filipinas y pasó a la reserva en 1946. Regresó y sirvió en la guerra de Corea de 1950; posteriormente en 1955 recibió el nombre Marion County.
En 1962 fue transferido a la marina de guerra de Vietnam del Sur cambiando su nombre a RVNS Cam Ranh. Durante la Caída de Saigón (1975) huyó a Filipinas, donde pasó a manos de esta nación y recibió el nombre BRP Zamboanga del Sur.